# Mise OSN v Etiopii a Eritreji

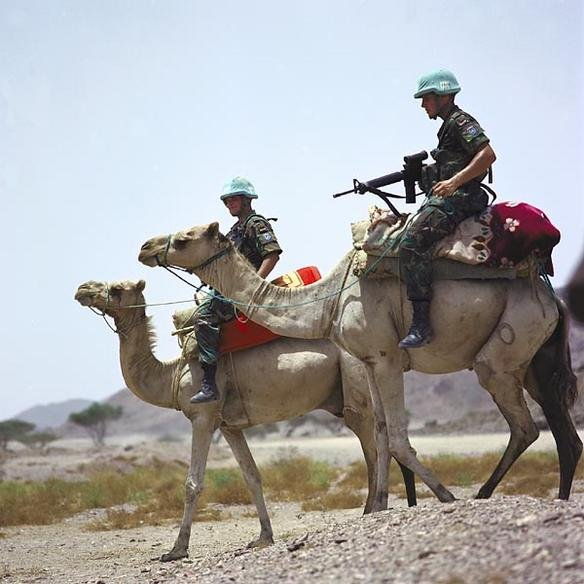
Vojáci OSN v Eritreji. Fotografoval Dawit Rezenè

Mise OSN v Etiopii a Eritreji, anglicky: UNMEE (United Nations Mission in Ethiopia and Eritrea) je název mírové operace (mise) Organizace spojených národů, která působí na území Etiopie a Eritreje na základě rezoluce Rady bezpečnosti OSN č. 1320/2000 z 15. září 2000.
Hlavním úkolem UNMEE je působit jako prostředník mezi stranami konfliktu a dohlížet na oboustranné dodržování podepsané smlouvy o ukončení palby. Ozbrojený konflikt mezi Etiopií a Eritreou se týkal neshod při stanovení společné hranice obou státních útvarů.
K dalším úkolům, které z mandátu UNMEE vyplývají, patří sledování rozmístění etiopských jednotek, které musely opustit území, která nebyla pod etiopskou správou před vypuknutím konfliktu. Obě strany konfliktu musí dodržovat dohodnuté 25 kilometrové bezpečnostní pásmo. Svou činnost UNMEE koordinuje s humanitárními aktivitami ostatních vládních i nevládních organizací, které v bezpečnostní zóně a její blízkosti působí. UNMEE také řídí a po technické stránce zabezpečuje odminovací práce v oblasti svého působení.
Protože je případné ukončení činnosti operace UNMEE podmíněno úspěšným ukončením procesu delimitace společné hranice, pozměnila 14. srpna 2002 Rada bezpečnosti OSN mandát UNMEE svou rezolucí č. 1430/2002. Doplnění mandátu se týkalo zejména podpory práce hraniční komise.
Velitelství mírové operace OSN sídlí v Addis Abebě a v Asmaře.
Od ledna 2002 do srpna 2008 působili v řadách UNMEE vojenští pozorovatelé Armády České republiky.